# موريس بونيان
موريس بونيان (بالإنجليزية: Maurice Bunyan)‏ لاعب ومدرب كرة قدم إنجليزي معتزل كان يجيد اللعب في مركز المهاجم .

## المسيرة الرياضية

### اللاعب
بدأ بونيان مسيرته الرياضية في نادي راسينغ بروكسل البلجيكي في سنة 1902 . في موسمي 1911/1912 و1913/1914 توج هدافا لبطولة الدوري برصيد 33 و28 هدف . في سنة 1923 انتقل إلى نادي فرنسا الفرنسي واستمر فيه حتى اعتزاله النهائي للعب كرة القدم في سنة 1926 .

### التدريب
تم تعيينه مدربا لنادي بوردو سنة 1945 وخلال موسمه الأول في النادي 1945/1946 حقق المركز الرابع عشر ولكن في الموسم التالي 1946/1947 حقق المركز الثامن عشر وبالتالي هبط النادي إلى الدرجة الثانية . نتيجة لذلك تمت إقالته وتعيين أندريه جيرارد مكانه .
بسبب خبرته الواسعة ألف كتاب بعنوان (كرة القدم البسيطة) .

## روابط خارجية
- موريس بونيان على موقع قاعدة بيانات كرة القدم.إي يو (الإنجليزية)
- موريس بونيان على موقع أوليمبيديا (الإنجليزية)
- موريس بونيان على موقع اللجنة الأولمبية البريطانية (الإنجليزية)